# Adenophora racemosa
Adenophora racemosa är en klockväxtart som beskrevs av James Lee och S.Lee. Adenophora racemosa ingår i släktet kragklockor, och familjen klockväxter. Inga underarter finns listade i Catalogue of Life.